# Mnguni
Mnguni és el primer rei dels zulus conegut. Fundador del poble Nguni (que pren el seu nom i al qual pertanyen els zulus), se sap molt poc sobre la seva vida. Sembla que va unificar les diferents tribus sud-africanes fa 1000 anys però no hi ha proves de la seva existència, podria ser una llegenda d'origen paral·lela al fundador mític de moltes cultures